# 黑色五葉草：魔法帝之劍
《黑色五葉草：魔法帝之劍》（日语：ブラッククローバー 魔法帝の剣）是一部2023年日本動畫電影，由種村綾隆執導，Studio Pierrot製作，改編自田畠裕基的漫畫《黑色五葉草》。劇情講述一位前魔法帝打破封印，企圖利用「魔法帝之劍」復活歷史上最令人畏懼的三位魔道士國王，以接管三葉草王國。電影2023年6月16日在日本院線上映，同步在Netflix全球上線。

## 配音員
| 角色                | 日語配音   |
| ------------------- | ---------- |
| 亞斯塔              | 梶原岳人   |
| 尤諾·格林貝利奧爾   | 島﨑信長   |
| 諾艾兒·西爾法       | 優木加奈   |
| 夜見·介大           | 諏訪部順一 |
| 尤利烏斯·諾瓦克羅諾 | 森川智之   |
| 康拉德·雷托         | 關俊彥     |
| 愛德華·阿瓦拉奇     | 大塚芳忠   |
| 普林西亞·芳尼邦尼   | 澤城美雪   |
| 傑斯特·加蘭達羅斯   | 高橋文哉   |
| 米莉·麥克斯韋       | 飯豐萬理江 |
| 凡妮莎·艾諾泰卡     | 水樹奈奈   |

## 製作及發行
2021年3月的《週刊少年Jump》宣布《黑色五葉草》將推出劇場版動畫《黑色五葉草：魔法帝之劍》。2022年3月13日，《週刊少年Jump》第15期宣布電影預定2023年上映，原作者田畠裕基擔任作為總監督和原創角色設計師。2022年10月，據報導，電影將採用電視動畫的配音員及製作人員，種村綾隆擔任導演，強尼·音田和折井愛編劇，Studio Pierrot製作，武田逸子設計角色。電影由松竹最初預定2023年3月31日在日本院線上映，Netflix全球同步上線，但受新冠疫情影響而延遲至同年的6月16日。

## 音樂
2022年10月，據透露關美奈子為電影配樂作曲。2022年12月17日，首支預告片在集英社的Jump Festa '23活動中於《週刊少年Jump》的YouTube頻道釋出，並在Netflix的YouTube頻道上播放了英文字幕版本。該版預告揭曉了由韓國組合Treasure創作的主題曲〈Here I Stand〉。
主題曲〈Here I Stand〉和電視動畫的第十三支片尾曲〈BEAUTIFUL〉（謠曲版）收錄於單曲專輯〈Here I stand〉中，於2023年3月29日發行。單曲專輯首週發行在Oricon的每週單曲排行榜上排名第二，首週售出235,347張，收入4.644億日圓。這首歌還在日本告示牌榜單和LINE MUSIC的首週排行榜登上冠軍。

## 宣傳
2021年3月，主角亞斯塔主視覺圖透過官方推特帳號發表。2021年12月，在集英社的Jump Festa '22活動中，發表了尤諾的主視覺圖。2022年3月，電影的三十秒宣傳片於Jump官方YouTube頻道上釋出。
2022年12月12日，據透露，日本官方在首週向上院線看電影的觀眾贈送一部名為《第23.5卷：魔法帝之劍》的特典番外書；該番外包括由田畠裕基設計的電影原創角色設計、四大魔法帝的粗略草圖、編劇強尼·音田的二十頁短篇小說、對配音員和導演的採訪，以及製作組和Treasure對電影和名場面的評論。

## 小說
2023年4月10日，官方推特帳號宣布電影將同時推出兩本周邊小說。分別為《黑色五葉草：魔法帝之劍》的J Book版和Bunk Mirai版（皆2023年6月9日發售）。

## 外部連結
- 官方网站 （日語）
- 在Netflix上觀看《黑色五葉草：魔法帝之劍》
- 互联网电影数据库（IMDb）上《黑色五葉草：魔法帝之劍》的资料（英文）